# Nagelbombenanschlag in Köln

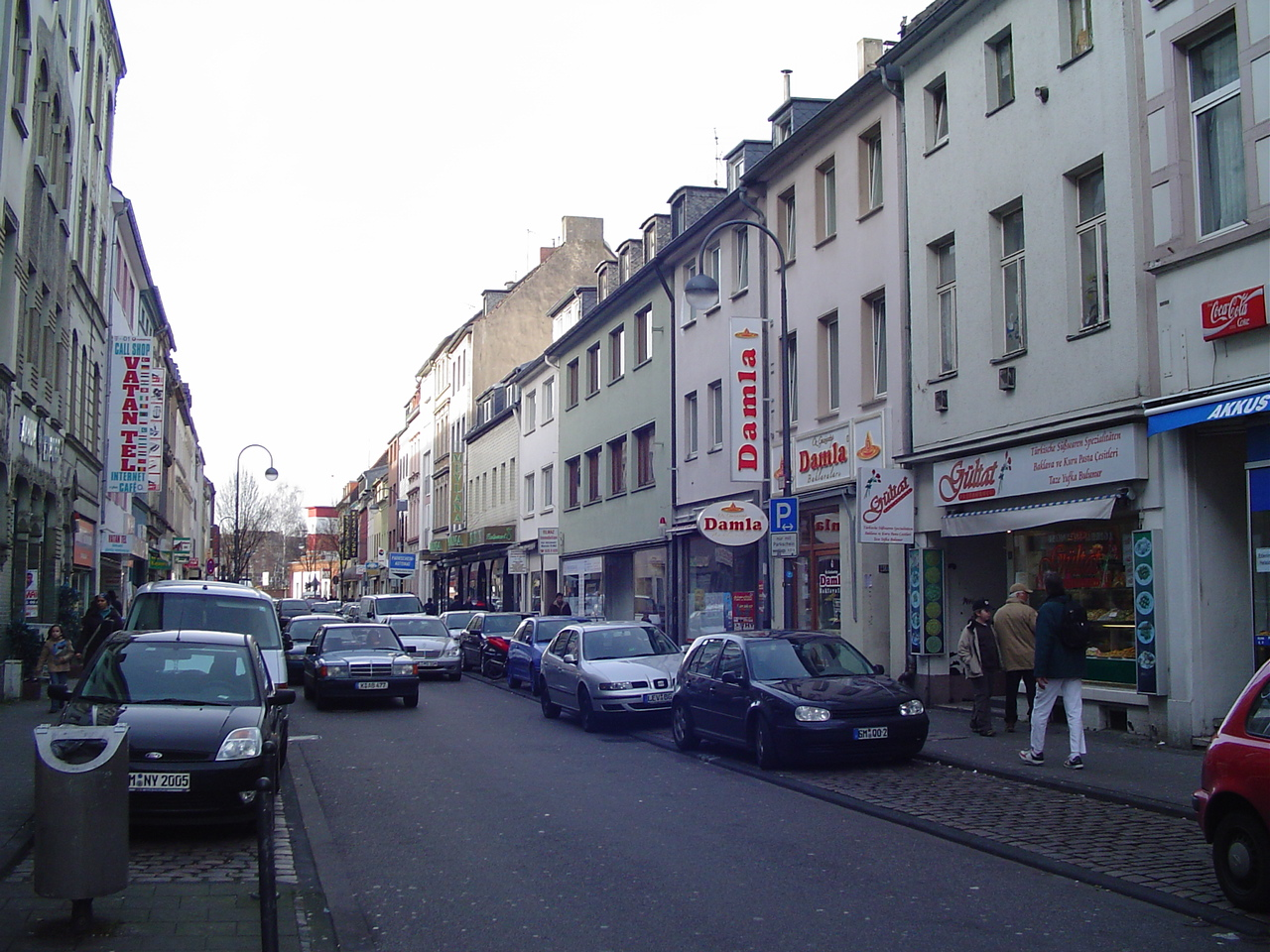
Keupstraße (2007)

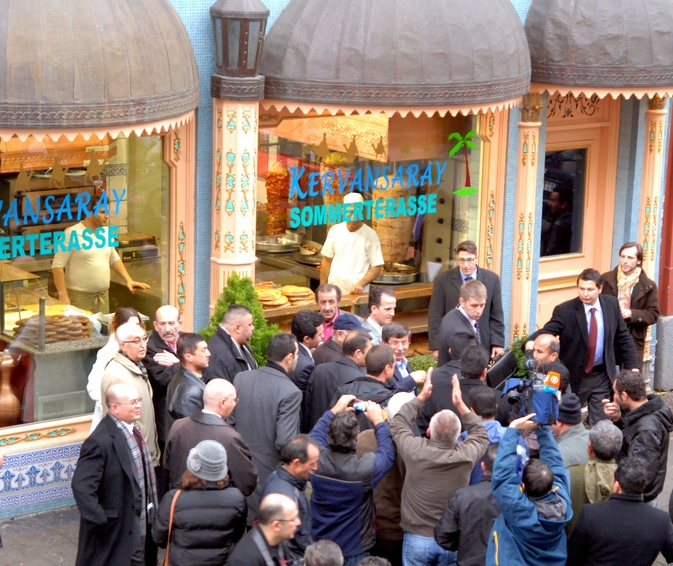
Der türkische Außenminister Ahmet Davutoğlu besucht den Ort des Attentats (2011).

Bei dem Nagelbombenanschlag in Köln detonierte am 9. Juni 2004 in der Köln-Mülheimer Keupstraße, die als Zentrum des türkischen Geschäftslebens bekannt ist, eine ferngezündete Nagelbombe. Dabei wurden 22 Menschen verletzt, vier davon schwer. Der Friseursalon, vor dem die Bombe explodierte, wurde von der Explosion und einem Feuer verwüstet, mehrere weitere Ladenlokale und zahlreiche parkende Autos durch die Explosion und herumfliegende Nägel erheblich beschädigt. Seit der Selbstenttarnung im November 2011 wird der Anschlag der rechtsterroristischen Gruppe Nationalsozialistischer Untergrund (NSU) zugeordnet. Im NSU-Prozess wurde die rassistische Motivation festgestellt, während in den Ermittlungen bis 2011 vor allem Anwohner und Opfer verdächtigt worden waren.

## Tathergang
Die Bombe bestand aus einer Butan-Gasflasche mit 26 Zentimeter Höhe und 20 Zentimeter Durchmesser, die mit etwa 5,5 Kilogramm Schwarzpulver und etwa 800 Zimmermannsnägeln mit zehn Zentimetern Länge gefüllt war und insgesamt 18 Kilogramm wog. Sie war in einen mit Watte ausgestopften Hartschalenkoffer mit einem Satz Batterien gelegt, auf dem Gepäckträger eines Fahrrads montiert und dieses vor dem Friseurladen Kuaför Özcan abgestellt worden. Gezündet wurde sie um 15:56 Uhr durch eine Glühwendel mit der Funkfernsteuerung eines Flugzeugmodellbausatzes, die Täter waren also im Umfeld des Tatorts. Sie zündeten die Bombe, als gerade zwei südländisch aussehende junge Männer an dem Fahrrad vorbeigingen.

## Ermittlungen und unabhängige Beobachtungen
Erste Ermittlungserfolge erbrachten die Aufzeichnungen einer Überwachungskamera. Diese war am Gelände des ums Eck liegenden Fernsehsenders Viva angebracht und hatte einen Mann gefilmt, der kurz vor dem Anschlag mit einem Fahrrad an der Zentrale vorbeilief. Zeugen bestätigten, dass es sich um den Mann handelte, der das Fahrrad in der Keupstraße abgestellt hatte. Das Bild zeigte einen etwa 30-jährigen Mann, vermutlich mitteleuropäischer Herkunft, mit einer tief ins Gesicht gezogenen Baseballkappe. Er konnte nicht identifiziert werden. Allerdings wurden im Juni 2005, nach dem Mord an İsmail Yaşar, dem fünften Opfer der NSU-Mordserie, in Nürnberg Phantombilder von Verdächtigen angefertigt und die Ähnlichkeit eines Mannes mit dem hiesigen Bild festgestellt. Als weitere Gemeinsamkeit wurde die Benutzung von Fahrrädern gewertet.
Clemens Binninger, CDU-Obmann im ersten Bundestags-NSU-Untersuchungsausschuss, bezeichnete es als „fast schon skandalös“, dass zwei Polizisten, die in unmittelbarer Nähe des Anschlags auf Streife waren, erst neun Jahre später vernommen wurden.
Im Juli 2013 teilte Rechtsanwalt Yavuz Selim Narin, der die Familie des 2005 getöteten Theodoros Boulgarides im Prozess gegen Beate Zschäpe u. a. vertritt, folgendes mit: Mehrere Videoaufnahmen zeigen Uwe Mundlos und Uwe Böhnhardt beim Platzieren der Nagelbombe in der Kölner Keupstraße 2004. Aber das Videomaterial wurde nur lückenhaft beachtet, es muss in Gänze betrachtet werden. Beim stundenlangen Sichten hat Narin beim Bundeskriminalamt die vollständigen Videoaufzeichnungen entdeckt. Dort in den Akten liegt deutlich mehr Bildmaterial von Überwachungskameras des Musiksenders, als die eine bisher mitgeteilte Sequenz eines radschiebenden einzelnen Mannes. Auf sechs Videokassetten sollen nach Narin Täter-Aktivitäten am 9. Juni zu sehen sein, zusätzlich auf sieben Festplatten. Narin kritisiert, dass das Bildmaterial bis 2013 nicht vollständig ausgewertet worden sei. Insgesamt wurden Mundlos und Böhnhardt an diesem Tag fünfmal von zwei verschiedenen Kameras des Senders aufgenommen. Ein Video zeigt das Vorgehen der Täter sogar im Detail: Ab 14:18 Uhr sind die beiden in den Aufnahmen zu sehen. Um 15:10 Uhr passiert Mundlos, ein Damenrad schiebend, den Eingang von Viva Richtung Keupstraße. Auf dem Gepäckträger befindet sich ein Hartschalenkoffer, in dem sich die Nagelbombe befindet. Das ist das bisher bekannte Bild. Vor dem Friseursalon Özcan stellte Mundlos dieses Fahrrad ab. Zuvor ist Böhnhardt zu sehen, wie er zwei Mountainbikes durch die Straße schiebt; es sind die Fahrräder, mit denen beide Männer sich nach der Bombenzündung entfernen. Gegen 15:50 Uhr sind beide Täter samt Rädern wieder auf der Straße zu sehen. Sechs Minuten später zünden sie die mit mindestens 5,5 Kilogramm Schwarzpulver und über 700 Zimmermannsnägeln bestückte Bombe per Fernsteuerung. Um 15:57 Uhr ist einer der beiden erneut zu sehen. Er passiert den Eingang des Musiksenders Viva und fährt dann schnell weg.

## Hintergründe
Über das Motiv gab es zahlreiche Vermutungen – so wurde über einen Racheakt, einen Streit im Drogen- oder Rotlichtmilieu, Schutzgelderpressung oder einen Anschlag der Arbeiterpartei Kurdistans (PKK) spekuliert – die jedoch bald wieder verworfen wurden. Wenige Tage nach dem Anschlag gab es jedoch eine Expertise der Abteilung Rechtsterrorismus im Bundesamt für Verfassungsschutz, welches Parallelen zwischen den Combat 18 zugerechneten Bombenanschlägen in London 1999 und dem Anschlag in der Keupstraße zog. Dieser Ermittlungspfad wurde aber nicht weiter verfolgt. Bundesinnenminister Otto Schily erklärte im Rahmen einer Pressekonferenz mit seinem französischen Amtskollegen Dominique de Villepin in Kehl:

„Die Erkenntnisse, die unsere Sicherheitsbehörden bisher gewonnen haben, deuten nicht auf einen terroristischen Hintergrund, sondern auf ein kriminelles Milieu, aber die Ermittlungen sind noch nicht abgeschlossen, sodass ich eine abschließende Beurteilung dieser Ereignisse jetzt nicht vornehmen kann.“

Im Weiteren versuchten die Ermittlungsbehörden in ihrer Öffentlichkeitsarbeit glaubhaft zu machen, dass keine fremdenfeindliche Motivation bestand und dass es sich nicht um einen terroristischen Akt aus dem Umfeld des islamistischen Terrorismus gehandelt habe. Anwohner und Betroffene vermuteten hinter der Tat rechtsextremistische Motive, was jedoch als Mutmaßung und Spekulation abgetan wurde.
Im November 2011 konnte der Anschlag durch ein mutmaßlich von Beate Zschäpe versandtes Bekennervideo der rechtsextremen Terrorgruppe „Nationalsozialistischer Untergrund“ zugeordnet werden.
Am Tag des Nagelbombenanschlags war Andreas Temme, der Beamte des hessischen Landesamts für Verfassungsschutz, der im April 2006 beim NSU-Mord an Halit Yozgat in Kassel am Tatort anwesend war, in Köln, um eine Tagung zu besuchen.

## Juristische Aufarbeitung
Erst nach der Selbstenttarnung der rechtsterroristischen Gruppe Nationalsozialistischer Untergrund (NSU) im November 2011 und der Versendung von Bekennervideos durch ihr Mitglied Beate Zschäpe, in dem sich der NSU zu den Taten bekannte, wurde der rechtsextreme und rassistische Hintergrund der Tat bekannt. Im November 2011 übernahm der Generalbundesanwalt beim Bundesgerichtshof die Ermittlungen und ließ durch das Bundeskriminalamt die Umstände auch dieses Anschlags aufklären. Im folgenden NSU-Prozess wurde Zschäpe im Juli 2018 als Mittäterin auch des Nagelbombenanschlags zu einer lebenslangen Haftstrafe verurteilt. Die 22 Opfer des Anschlags hatten sich der Anklage als Nebenkläger angeschlossen. Die Opfer und ihre Angehörigen nahmen das Urteil, bei dem vier NSU-Unterstützer zu zeitigen Haftstrafen verurteilt wurden, aber die Arbeit der Behörden und mögliche lokale Anschlagshelfer nicht thematisiert wurden, mit Enttäuschung auf.

## Fingiertes Opfer
Ein Opfer existierte gar nicht, sondern wurde mit Hilfe gefälschter Unterlagen fingiert, wodurch der Anwalt
Ralph Willms insgesamt mehr als 200.000 Euro erhalten haben soll, unter anderem 5.000 Euro pauschale Härteleistung vom Bundesamt für Justiz. Er musste sich deswegen vor dem Landgericht Aachen verantworten.
Willms sei kein Betrüger, urteilte das Aachener Landgericht, habe aber „große Fehler“ gemacht. Ihm droht der Entzug der Zulassung als Anwalt.

## Gedenken

### Besuche des Tatorts durch Politiker
- 18. November 2011: SPD-Parteivorsitzender Sigmar Gabriel.[16]
- 4. Dezember 2011: Außenminister Ahmet Davutoğlu mit Oberbürgermeister Jürgen Roters[17]
- März 2017: Akif Kilic[18]

### Kundgebungen und Abbildungen
Im November 2013 fand in Berlin eine Kundgebung unter dem Motto „NSU-Terror: Staat und Nazis Hand in Hand“ statt, bei der die Polizei die Lautsprecheranlage beschlagnahmte und Verfahren wegen „Verunglimpfung des Staates“ einleitete. Die Verfahren wurden jedoch von der Staatsanwaltschaft eingestellt, und ein Gericht stellte die Rechtswidrigkeit der Beschlagnahmung fest. Am 3. Juni 2014 ließ dieselbe Abteilung durch dieselbe Polizeieinheit den Satz „NSU: Staat & Nazis Hand in Hand“ aus einem mehrere Meter hohen Großplakat zum NSU-Bombenanschlag an einem Haus in der Manteuffelstraße entfernen. Polizeibeamte stellten abermals Anzeigen wegen Verunglimpfung des Staates. Eine Woche später bewertete die Staatsanwaltschaft die strittige Aussage als eine im Kontext der Erkenntnisse zum NSU-Komplex zulässige Meinungskundgabe, die von der Meinungsfreiheit gedeckt sei.

### Gedenkfestival Birlikte
Vom 7. bis 9. Juni 2014 fand in Köln das Gedenkfestival Birlikte – Zusammenstehen mit ca. 70.000 Besuchern statt. Auf dem Festival traten unter anderem Wilma Elles, Hardy Krüger, Udo Lindenberg, die Fantastischen Vier, BAP, Aynur, Bläck Fööss, Brings, Carolin Kebekus, Eko Fresh, Peter Maffay, Sertab Erener und Demir Demirkan auf. Sandra Maischberger übernahm die Moderation.
Bundespräsident Joachim Gauck und Bundesjustizminister Heiko Maas besuchten am 9. Juni 2014 das Festival. Gauck besuchte auch den Attentatsort, den Frisörsalon Kuaför Özcan, und sprach später mit zwölf Attentatsopfern. Auf der Abschlusskundgebung sprach Gauck vor 70.000 Besuchern. Er schilderte dabei auch seine Begegnungen mit NSU-Opfern und ihren Angehörigen. Bei einer Podiumsdiskussion auf dem Festival sagte Maas: „Ich schäme mich dafür, dass der deutsche Staat es nicht geschafft hat über so viele Jahre, dafür zu sorgen, dass unbescholtene Bürgerinnen und Bürger besser geschützt wurden.“
Das Festival fand nochmals 2015 und 2016 statt.
Auch im Jahr 2024 wurde das Gedenkfest birlikte noch einmal organisiert anlässlich des 20. Jahrestags des Nagelbombenanschlags. Bundespräsident Frank-Walter Steinmeier sprach ebenso wie der Ministerpräsident von NRW Hendrik Wüst. Es sprachen aber auch Betroffene des Anschlags, die ihrer Forderung nach einem Denkmal Nachdruck verliehen.

### Denkmal

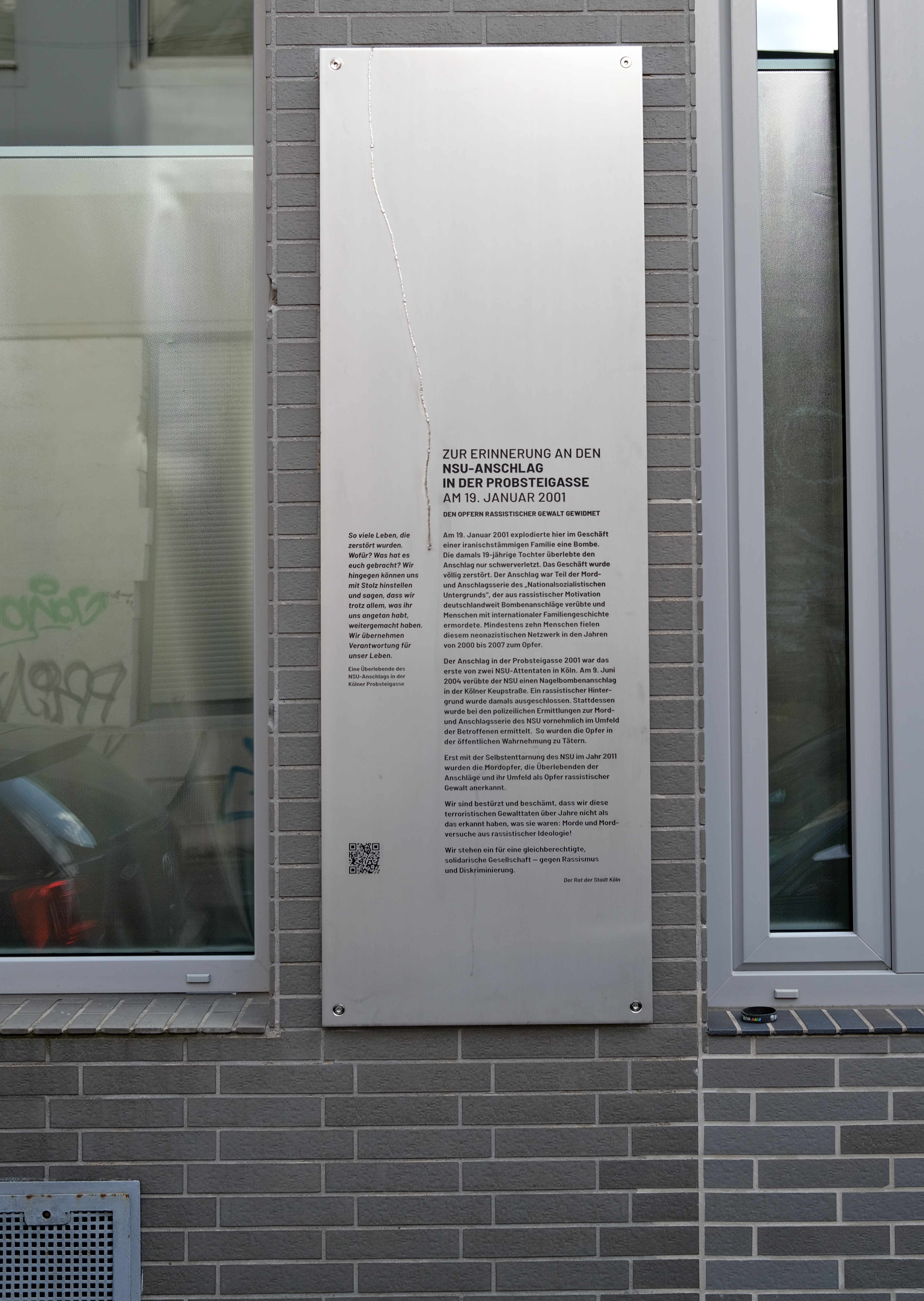
Gedenktafel NSU-Anschlag Probsteigasse

Um der Opfer des Anschlags zu gedenken, wurde der Beschluss gefasst, ein Denkmal zu errichten, das an beide Sprengstoffanschläge des NSU in Köln, also den von 2001 in der Probsteigasse und den von 2004 in der Keupstraße, erinnern soll. Nach einem Wettbewerb wurde im November 2016 der Denkmalsentwurf Ulf Amindes ausgewählt, ein der Begegnung dienendes „virtuelles Haus“ nahe der Keupstraße. Im Juni 2018 berichteten die Macher des Favoriten-Festivals, das Projekt komme nicht voran, weil beim vorgesehenen Grundstück Investoreninteressen vorrangig geworden seien. Im Rahmen einer Kundgebung zum 18. Jahrestag des Anschlags wurde betont, dass das Mahnmal nun doch gemäß den Wünschen der Betroffenen realisiert werden soll. Ermöglicht wurde dies durch einen Investorenwechsel des für das von Aminde konzipierte Denkmal ausgewählten Grundstücks. Im Januar 2023 wurde am Ort des Anschlags in der Probsteigasse eine Gedenktafel des Rats der Stadt Köln angebracht.

## Filmografie
- Der Kuaför aus der Keupstraße, Dokumentarfilm von Andreas Maus, Deutschland 2016[30]
- Mitten in Deutschland: NSU, Doku-Drama, 2016.
- Aus dem Nichts, Drama-Thriller, 2017.